# Іванці (Моравське Топлице)
Іванці (словен. Ivanci) — поселення в общині Моравське Топлице, Помурський регіон, Словенія. Висота над рівнем моря: 178,7 м.